# Conjecture de Birch et Swinnerton-Dyer
Pour les articles homonymes, voir Birch et BSD.
 (janvier 2014).

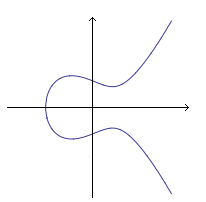
Une courbe elliptique (tracée dans le plan réel).

En mathématiques, la conjecture de Birch et Swinnerton-Dyer prédit que pour toute courbe elliptique sur le corps des rationnels, l'ordre d'annulation au centre de la bande critique de la fonction L associée est égal au rang de la courbe. Elle prédit même la valeur du premier terme non nul dans le développement limité au centre de la bande critique de cette fonction L.
Ouverte depuis plus de quarante ans, la conjecture n'a été démontrée que dans des cas particuliers. Largement reconnue comme un des problèmes mathématiques les plus difficiles et les plus profonds encore ouverts au début du XXIe siècle, elle est un des sept problèmes du prix du millénaire.

## Contexte
En 1922, Louis Mordell a démontré le théorème de Mordell : le groupe abélien des points rationnels de toute courbe elliptique définie sur le corps des rationnels est de type fini. Il est donc isomorphe au produit d'un nombre fini de groupes cycliques : {\displaystyle (\mathbb {Z} /a_{1}\mathbb {Z} )\times (\mathbb {Z} /a_{2}\mathbb {Z} )\times \dots \times (\mathbb {Z} /a_{k}\mathbb {Z} )\times \mathbb {Z} ^{r}}, où {\displaystyle k} et {\displaystyle r} sont deux entiers positifs ou nuls et les {\displaystyle a_{i}} sont des entiers strictement positifs.
L'entier {\displaystyle r}, appelé le rang de la courbe, est un invariant important de la courbe elliptique. Il est nul si et seulement si le groupe est fini (ce qui, d'après le théorème de Faltings, est toujours le cas si la courbe est de genre > 1).
Bien que le théorème de Mordell montre que ce rang est toujours fini, il ne donne pas de méthode effective pour calculer le rang de chaque courbe. Le rang de certaines courbes elliptiques peut être calculé en utilisant des méthodes numériques mais celles-ci ne peuvent pas être généralisées pour toutes les courbes.
Une fonction L, {\displaystyle L(E,s)}, peut être définie pour toute courbe elliptique {\displaystyle E} en construisant un produit eulérien à partir du nombre de points sur la courbe modulo chaque nombre premier {\displaystyle p}. Cette fonction {\displaystyle L} est analogue à la fonction zêta de Riemann et aux séries L de Dirichlet qui sont définies pour une forme quadratique à deux variables. C'est un cas particulier de fonction zêta de Hasse-Weil.
La définition naturelle de {\displaystyle L(E,s)} converge seulement pour les valeurs de {\displaystyle s} dans le plan complexe telles que {\displaystyle {\mathfrak {Re}}(s)>3/2}. Helmut Hasse a conjecturé que {\displaystyle L(E,s)} pouvait être étendue par prolongement analytique au plan complexe entier. Cette conjecture fut d'abord démontrée par Max Deuring pour les courbes elliptiques avec multiplication complexe. Dans le cas général, elle résulte du théorème de modularité, qui établit que toute courbe elliptique est modulaire, c'est-à-dire que sa fonction {\displaystyle L} est associée à une forme modulaire.
Trouver des points rationnels sur une courbe elliptique générale est un problème difficile. Trouver les points sur une courbe elliptique modulo un nombre premier donné p est conceptuellement direct, puisqu'il n'y a qu'un nombre fini de cas à vérifier. Néanmoins, pour des grands nombres premiers, cela requiert des calculs intensifs.

## Histoire
Au début des années 1960, Bryan Birch et Peter Swinnerton-Dyer ont utilisé l'ordinateur EDSAC au laboratoire informatique de l'université de Cambridge pour calculer le nombre de points modulo {\displaystyle p} (désigné par {\displaystyle N_{p}}) pour un grand nombre de nombres premiers {\displaystyle p} sur des courbes elliptiques dont le rang était connu. À partir de ces résultats numériques, ils émirent la conjecture que {\displaystyle N_{p}} pour une courbe {\displaystyle E} de rang {\displaystyle r} suit la loi asymptotique
{\displaystyle \prod _{p\leq x}{\frac {N_{p}}{p}}\approx C\log(x)^{r}{\mbox{ quand }}x\rightarrow \infty }
pour une certaine constante {\displaystyle C}.
Initialement, ceci était basé sur la tendance ténue des points d'un graphique, ce qui induisait un certain scepticisme chez le directeur de thèse de Birch, John Cassels.
Cela les conduisit à faire une conjecture sur le comportement de la fonction L d'une courbe elliptique {\displaystyle L(E,s)} en {\displaystyle s=1}, à savoir : qu'il y aurait un zéro d'ordre {\displaystyle r} en ce point. C'était une conjecture particulièrement spectaculaire car à cette époque, le prolongement analytique de {\displaystyle L(E,s)} au point {\displaystyle s=1} était seulement établi pour les courbes avec multiplication complexe.
Une version plus précise de la conjecture fut ensuite proposée, décrivant le coefficient de Taylor principal de la fonction {\displaystyle L} en {\displaystyle s=1} en fonction d'invariants arithmétiques de la courbe étudiés par Cassels, Tate, Chafarevich et d'autres.

## Exemple
Considérons un polynôme en deux variables {\displaystyle f(x,y)} non nul dont les coefficients sont des nombres rationnels. Supposons que la courbe projective plane associée n'ait pas de singularités. Intéressons-nous aux solutions de l'équation {\displaystyle f(x,y)=0} en des nombres rationnels {\displaystyle (x,y)}. Alors :
- Si le degré de {\displaystyle f} est égal à 1 ou 2 (le cas d'une droite ou d'une conique), soit cet ensemble est vide (par exemple {\displaystyle f(x,y)=x^{2}+y^{2}+1}), soit il est infini, auquel cas la courbe projective associée est isomorphe à une droite projective.
- Si le degré de {\displaystyle f} est supérieur ou égal à 4, cet ensemble est fini d'après le théorème de Faltings.
- Si le degré de {\displaystyle f} est égal à 3, tous les cas sont possibles. Si cet ensemble est non-vide, la courbe projective associée est une courbe elliptique. La conjecture de Birch et Swinnerton-Dyer prédit alors la « taille » (le rang) de l'ensemble des solutions en fonction du prolongement méromorphe d'une série génératrice formée à partir du nombre de solutions de {\displaystyle f(x,y)=0} modulo {\displaystyle p} pour tout nombre premier {\displaystyle p}. Elle prédit en particulier le fait de savoir si cet ensemble est fini ou infini.

## État actuel
La conjecture de Birch et Swinnerton-Dyer a été démontrée seulement dans les cas particuliers suivants :
1. En 1976, John Coates et Andrew Wiles ont démontré que si {\displaystyle E} est une courbe sur un corps de nombres {\displaystyle F} avec multiplication complexe par un corps quadratique imaginaire {\displaystyle K} de nombre de classes 1, {\displaystyle F=K} ou {\displaystyle \mathbb {Q} }, et si {\displaystyle L(E,1)} n'est pas {\displaystyle 0} alors {\displaystyle E} possède seulement un nombre fini de points rationnels. Ceci fut étendu par Nicole Artaud au cas où {\displaystyle F} est une extension abélienne finie de {\displaystyle K}.
2. En 1983, Benedict Gross et Don Zagier ont montré que si une courbe elliptique modulaire possède un zéro d'ordre 1 en {\displaystyle s=1} alors elle possède un point rationnel d'ordre infini.
3. En 1990, Victor Kolyvagin a montré qu'une courbe elliptique modulaire {\displaystyle E} pour laquelle {\displaystyle L(E,1)} n'est pas zéro est de rang 0, et une courbe elliptique modulaire {\displaystyle E} pour laquelle {\displaystyle L(E,1)} possède un zéro d'ordre 1 en {\displaystyle s=1} est de rang 1.
4. En 2001, Christophe Breuil, Brian Conrad, Fred Diamond et Richard Taylor, étendant les travaux d'Andrew Wiles, ont démontré (théorème de modularité) que toutes les courbes elliptiques sur {\displaystyle \mathbb {Q} } sont modulaires, ce qui étend les deux résultats précédents à toutes les courbes elliptiques sur {\displaystyle \mathbb {Q} }.
5. En 2010, Manjul Bhargava et Arul Shankar ont annoncé une preuve que le rang moyen du groupe de Mordell-Weil d'une courbe elliptique sur {\displaystyle \mathbb {Q} } est majoré par {\displaystyle 7/6}. En combinant ceci avec la preuve annoncée de la conjecture principale de la théorie d'Iwasawa pour {\displaystyle \mathrm {GL} (2)} par Chris Skinner et Éric Urban, ils concluent qu'une proportion non nulle de courbes elliptiques sur {\displaystyle \mathbb {Q} } sont de rang analytique nul (d'après le résultat de Kolyvagin, ces courbes vérifient la conjecture de Birch et Swinnerton-Dyer).

Rien n'a été démontré pour les courbes de rang supérieur à 1, bien que les calculs laissent à penser que la conjecture est vraie.
La conjecture de Birch et Swinnerton-Dyer est un des sept problèmes du prix du millénaire recensés et mis à prix en 2000 par l'Institut de mathématiques Clay.